# (4551) Cochran
(4551) Cochran es un asteroide perteneciente al cinturón de asteroides, descubierto el 28 de junio de 1979 por Edward Bowell desde la Estación Anderson Mesa (condado de Coconino, cerca de Flagstaff, Arizona, Estados Unidos).

## Designación y nombre
Designado provisionalmente como 1979 MC. Fue nombrado Cochran en honor de William C. Cochran y Anita L. Cochran, matrimonio de astrónomos de la Universidad de Texas en Austin.

## Características orbitales
Cochran está situado a una distancia media del Sol de 2,431 ua, pudiendo alejarse hasta 3,075 ua y acercarse hasta 1,787 ua. Su excentricidad es 0,264 y la inclinación orbital 12,11 grados. Emplea 1384 días en completar una órbita alrededor del Sol.

## Características físicas
La magnitud absoluta de Cochran es 14,3. Tiene 7,606 km de diámetro y su albedo se estima en 0,064.